# Gustav Freytag
Gustav Freytag, född 13 juli 1816 i Kreuzburg, Schlesien, död 30 april 1895 i Wiesbaden, var en tysk filolog och liberal författare.
Freytag studerade filologi  i Breslau och Berlin och arbetade som privatdocent i Breslau 1839-1847. Tillsammans med Julian Schmidt gav han mellan 1848 och 1870 ut den nationalliberala tidskriften Die Grenzboten. Han var ledamot av det nordtyska förbundets lagstiftande församling 1867-1870. År 1863 utvecklade han det som kallas Freytags pyramid.

## Bibliografi (urval)

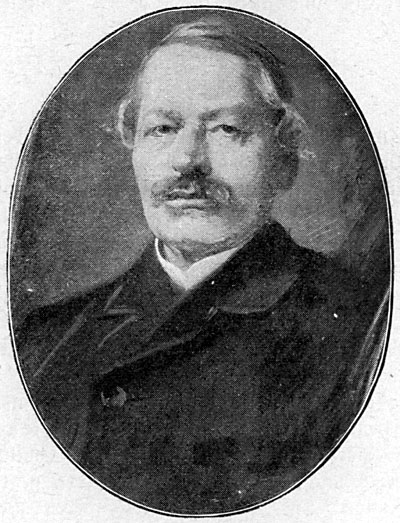
Gustav Freytag.